# يونس بن محمد المؤدب
يونس بن محمد بن مسلم المؤدب، أبو محمد البغدادي. من رواة الحديث وهو ثقة ثبت. من أهل بغداد، وثقه يحيى بن معين وغيره، وقد اختلفوا في وفاته، فقال أبو حسان الزيادي وابن حبان: سنة سبع ومائتين. قال ابن حبان: في تاسع صفر. وقال ابن سعد وخليفة ومطين: سنة ثمان. قال ابن سعد: يوم الثلاثاء لسبع خلون من صفر.

## روايته للحديث النبوي
- حدث عن: داود بن أبي الفرات وشيبان النحوي وحرب بن صفوان الكبير وفليح بن سليمان والقاسم بن الفضل الحداني ونافع بن عمر الجمحي والحمادين وسلام بن أبي مطيع والليث بن سعد ويعقوب القمي وشريك والصعق بن حزن ومحمد بن علي عم الشافعي وعبد الواحد بن زياد وعلي بن هاشم البريدي ومفضل بن فضالة المصري وأم الأسود الخزاعية وأم نهار البصرية التي تروي عن أنس وعن خلق سواهم.
- وعنه: أحمد بن حنبل وأبو خيثمة وأبو بكر بن أبي شيبة وعبد الله المسندي وعبد بن حميد ومحمد بن عبد الله المخرمي وعباس الدوري ومحمد بن عبيد الله بن المنادي وأحمد بن منصور الرمادي وأبو إسحاق الجوزجاني وابنه حرمي بن يونس واسمه إبراهيم وأحمد بن الخليل البرجلاني وأحمد بن الخليل النيسابوري وحسين بن عيسى البسطامي وخلق كثير.

## أقوال العلماء فيه
الجرح والتعديل
- قال أبو حاتم الرازي : صدوق.
- قال أبو حاتم بن حبان البستي : ذكره في الثقات.
- قال أبو عبد الله الحاكم النيسابوري : ثقة.
- قال أبو يعلى الخليلي : ثقة.
- قال ابن حجر العسقلاني : ثقة ثبت.
- قال الذهبي : الحافظ.
- قال يحيى بن معين : ثقة.
- قال يعقوب بن شيبة السدوسي : ثقة ثقة.